# Matthias Frehner
Matthias Frehner (* 1955 in Winterthur, Schweiz) ist ein Schweizer Kunsthistoriker, Kurator und Publizist.

## Leben und Wirken
Frehner stammt aus einer kunstsinnigen Familie. Sein Vater Willy Frehner (1932–2021) war Bildhauer, seine Mutter Doris Frehner-Schurtenberger ist Malerin und Papierkünstlerin und sein jüngerer Bruder Gregor Steinbildhauer. 
Nach dem Abschluss einer kaufmännischen Lehre besuchte er die Kantonale Maturitätsschule für Erwachsene. Anschliessend studierte Frehner Kunstgeschichte, deutsche Literatur und Klassische Archäologie an der Universität Zürich, wo er von 1986 bis 1988 als Assistent am Kunsthistorischen Seminar arbeitete. 1992 erfolgte die Promotion mit einer Dissertation über die „Geschichte der Schweizer Eisenplastik“. Bereits seit 1984 schrieb er als freier Mitarbeiter Kunstkritiken für die Neue Zürcher Zeitung.
Von 1988 bis 1996 war er Konservator der Sammlung Oskar Reinhart «Am Römerholz» in Winterthur und von 1990 bis 1996 Sekretär der Schweizer Kommission der Gottfried-Keller-Stiftung. Ab 1990 betreute er als Konservator das Klostermuseum St. Georgen in Stein am Rhein. 1993 war er Gründungsmitglied der Giovanni Segantini Stiftung und deren erster Präsident. Von 1996 bis 2002 arbeitete er als Redaktor im Bereich Kunst für die Neue Zürcher Zeitung und begleitete publizistisch die Entwicklung der Gegenwartskunst. Er schrieb daneben zahlreiche Artikel und Katalogbeiträge zu Schweizer Künstlern.
2002 wurde Frehner als Nachfolger von Toni Stooss Direktor des Kunstmuseums Bern. Die Stiftung Kunstmuseum Bern geriet im Mai 2014 als Alleinerbin der Sammlung von Cornelius Gurlitt in den Fokus der Öffentlichkeit. 2016 übernahm die Kunsthistorikerin Nina Zimmer die Museumsleitung und Frehner trat 2018 in den vorzeitigen Ruhestand.

## Schriften
- Josef Staub – Konkrete Organik. Plastiken, Zeichnungen, Gemälde. Verlag Neue Zürcher Zeitung, Zürich 2001, ISBN 978-3-85823-912-9
- Das Geschäft mit der Raubkunst. Verlag Neue Zürcher Zeitung, Zürich 1998, ISBN 978-3-85823705-7
- (mit Christina Frehner) Sammlung Oskar Reinhart „Am Römerholz“, Winterthur. Schweizerisches Institut für Kunstwissenschaft / Banque Paribas, Zürich/Genf, 1993, ISBN 3-908 1 84-13-4